# Mount Bramhall
Mount Bramhall är ett berg i Antarktis. Det ligger i Västantarktis. Inget land gör anspråk på området. Toppen på Mount Bramhall är 688 meter över havet.
Terrängen runt Mount Bramhall är varierad. Trakten är obefolkad. Det finns inga samhällen i närheten.